# György Szabad
György Szabad (Arad (Rumania), 4 de agosto de 1924 – Budapest, 3 de julio de 2015) fue un político e historiador húngaro, miembro fundador del Foro Democrático de Hungría (MDF). Fue portavoz de la Asamblea Nacional entre 1990 y 1994. También fue miembro del Batthyány Society of Professors.
Murió el 3 de julio de 2015 a la edad de 90 años.

## Publicaciones
- A tatai és gesztesi Esterházy-uradalom (1957)
- Forradalom és kiegyezés válaszútján 1860–61 (1967)
- Hungarian Political Trends… 1849–1867 (1977)
- Kossuth politikai pályája (1977)
- Az önkényuralom kora 1849–1867 (1979)
- Miért halt meg Teleki László? (1985)
- Magyarország önálló államiságának kérdése a polgári átalakulás korában (1986)
- A zsellérilletmény (1987)
- A kormány parlamenti felelősségének kérdése (1998)
- The Conceptualization of a Danubian Federation (1999)
- A parlamentáris kormányzati rendszer megteremtése, védelmezése, és kockáztatása Magyarországon 1848–1867 (2000)
- Kossuth irányadása (2002)
- Egy történész „aforizmáiból” (2005)